# 센트럴 코네티컷 주립 대학교
센트럴 코네티컷 주립대학교(영어: Central Connecticut State University, CCSU)은 미국 코네티컷주 뉴브리튼에 있는 대학교이다. 1849년에 설립되어 코네티컷주에서 가장 오래된 공립 대학교이다.

## 역사

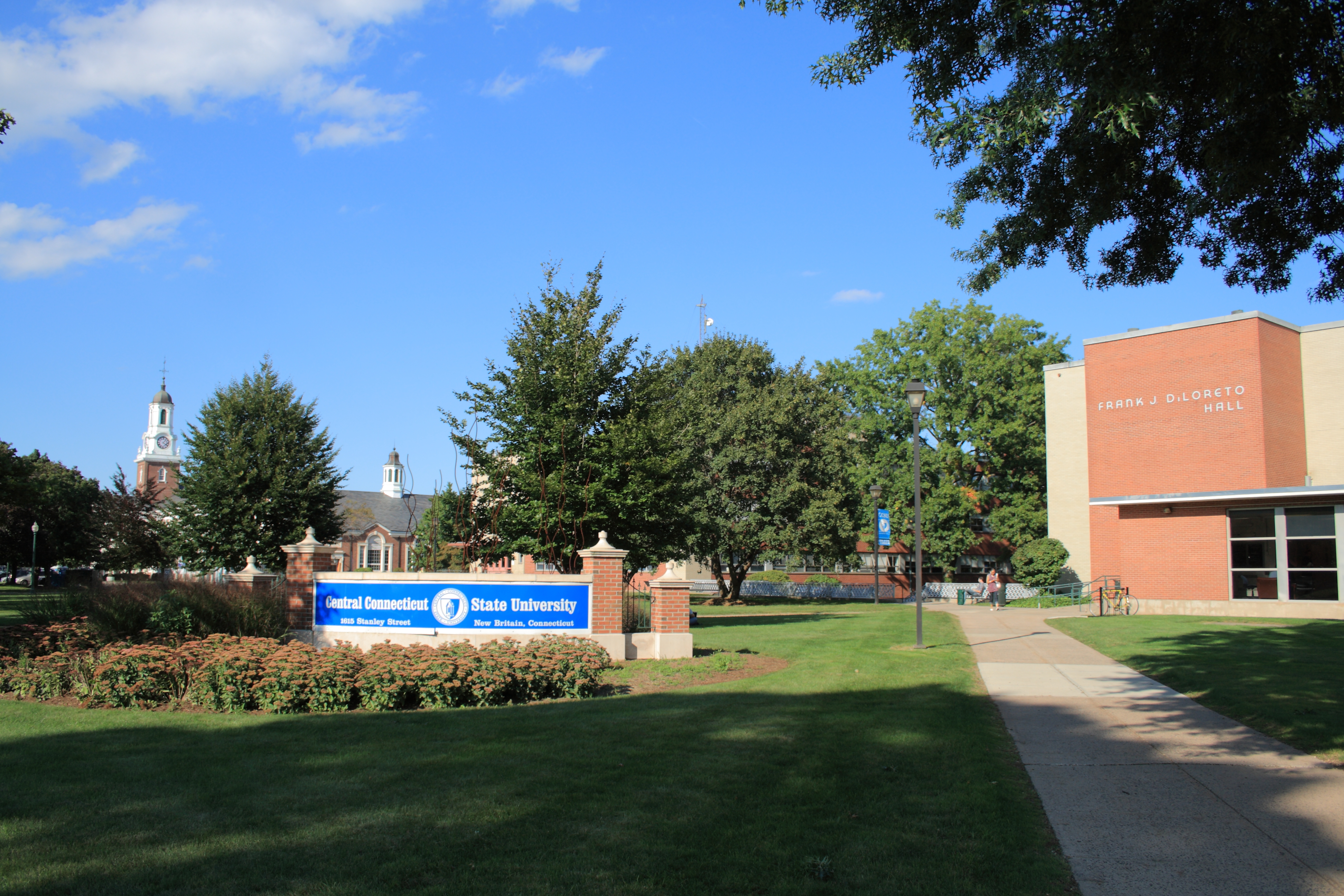
CCSU 캠퍼스

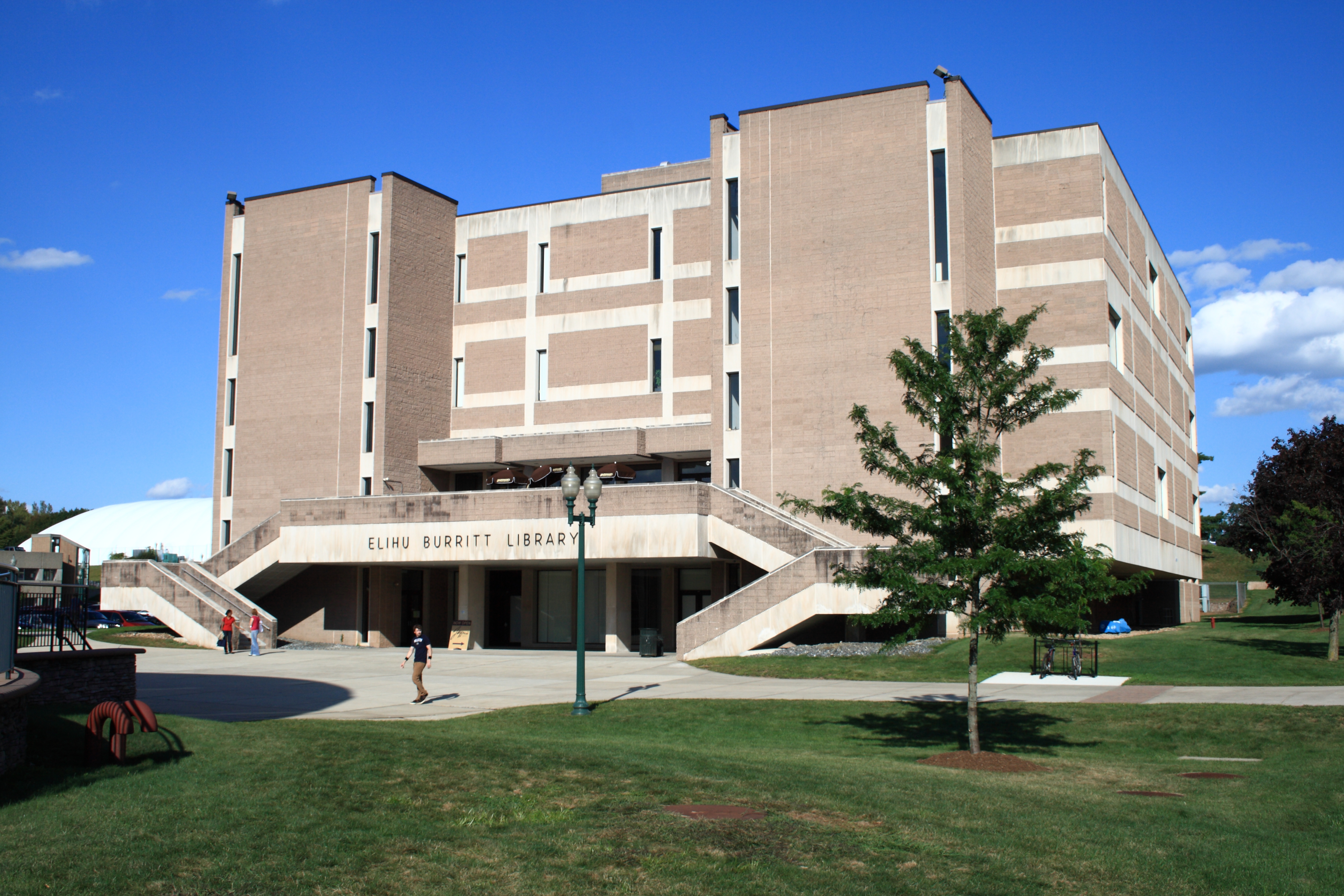
엘리후 버릿 도서관

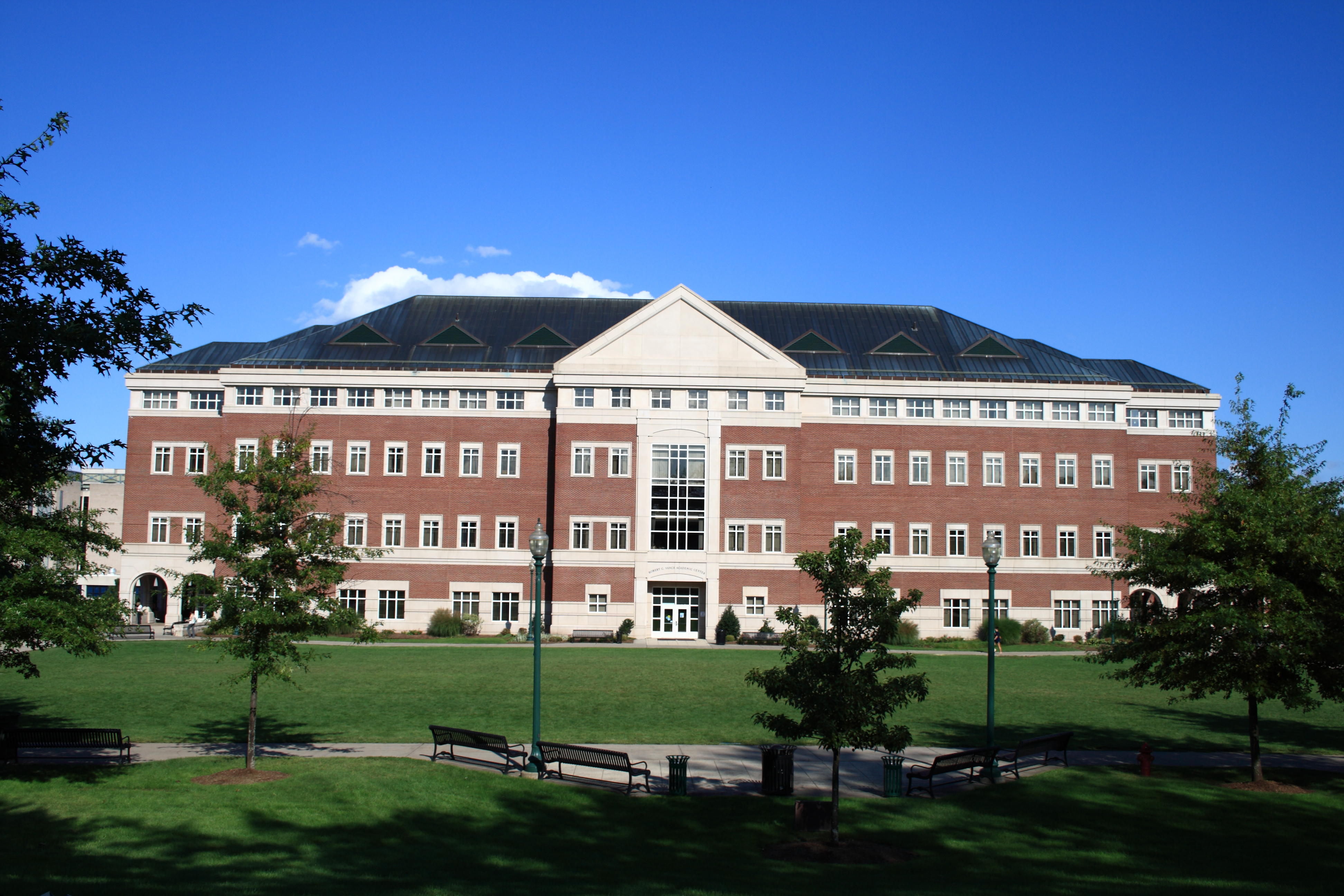
Vance Academic Center

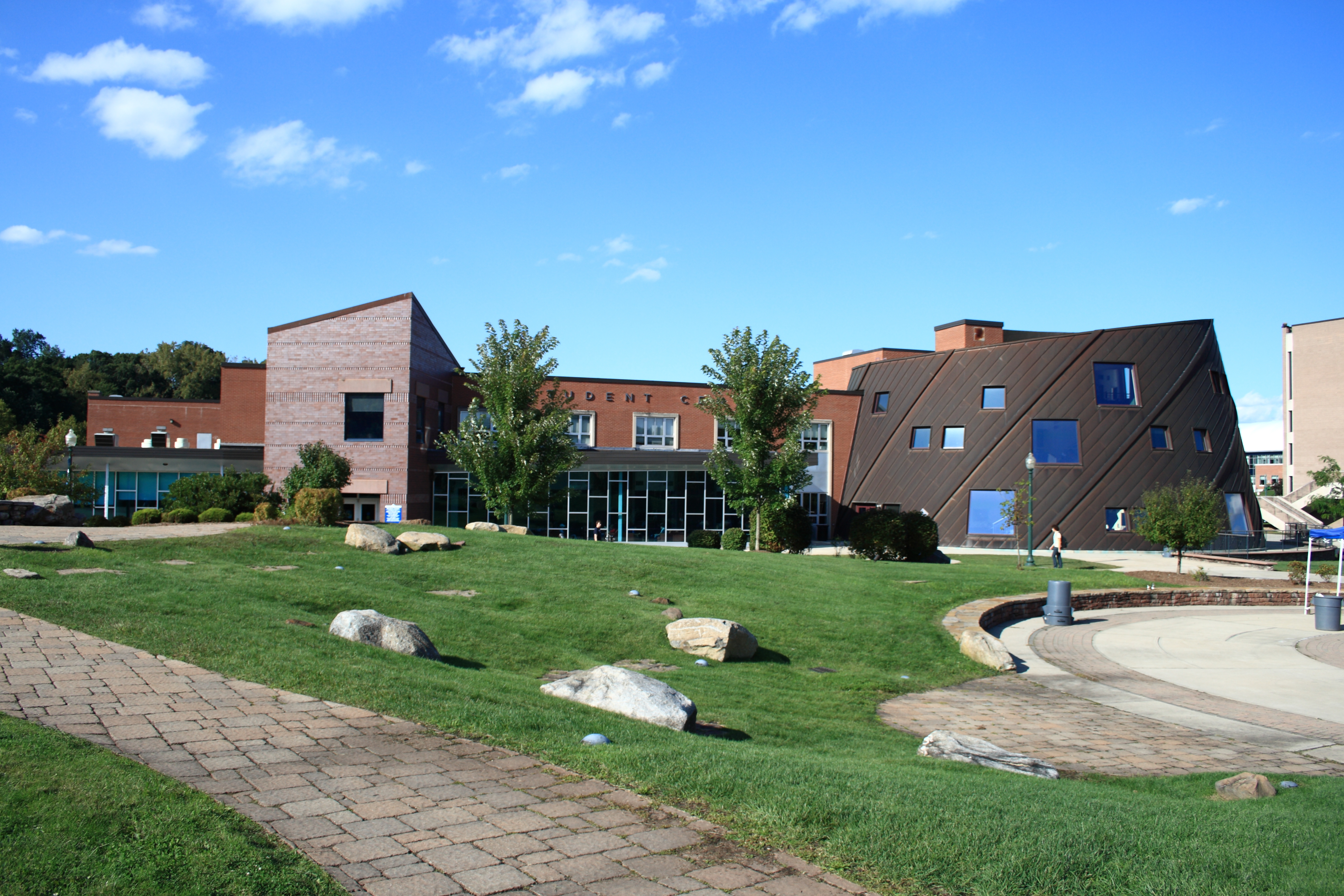
학생센터

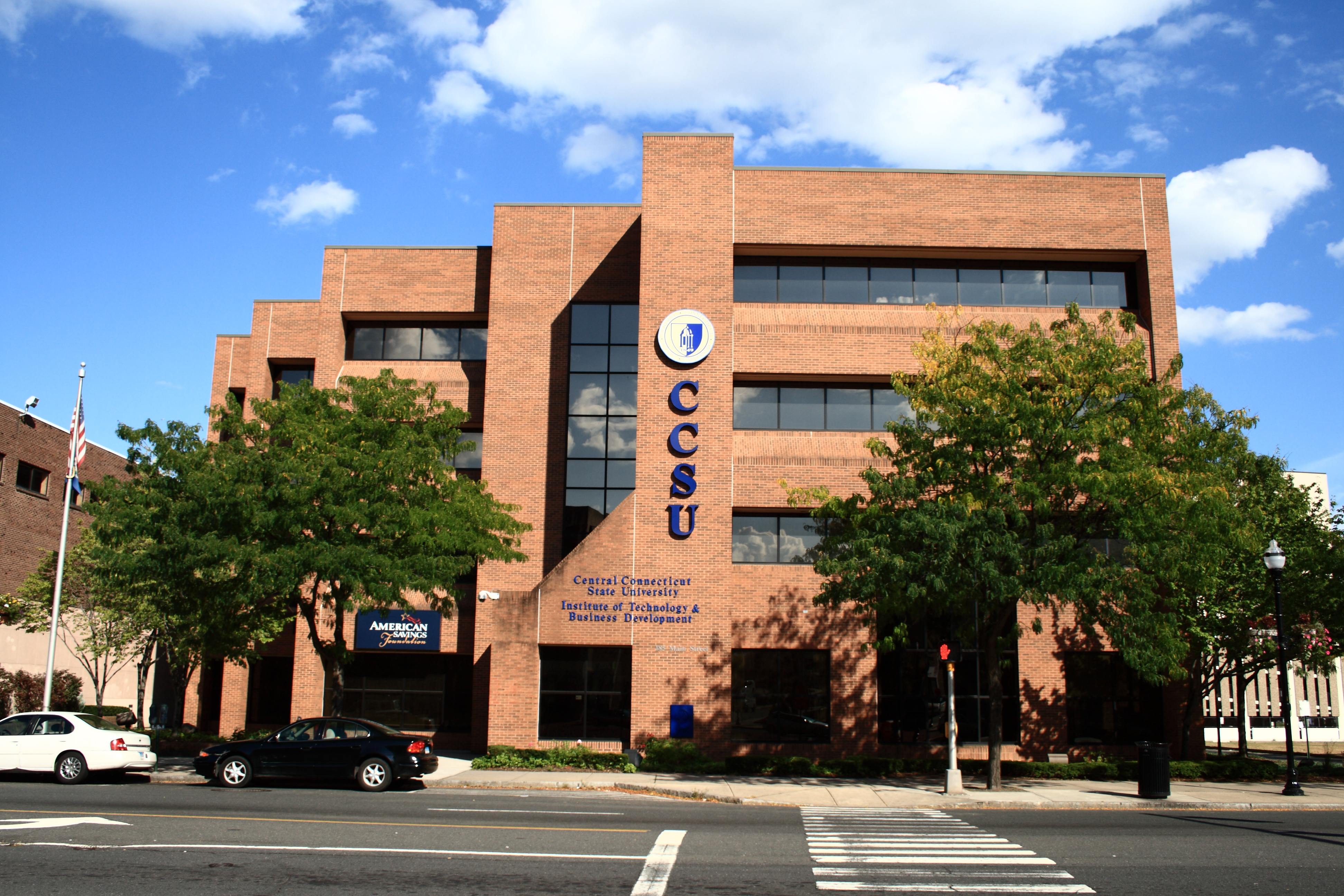
기술 및 비즈니스 개발 연구소

1849년에 설립된 센트럴 코네티컷 주립 대학교는 코네티컷주에서 가장 오래된 공립 대학교이다.

### 뉴브리튼 사범대학
뉴브리튼 사범대학(New Britain Normal School)은 교사를 양성하기 위해 사범대학으로 설립되었다. 이 사범학교는 미국에서 6번째로 설립되었다. 뉴욕주와 필라델피아에서도 사범대학이 설립되었고 1867년과 1869년 사이 1867년 코네티컷 총회의 반대로 인해 잠시 문을 닫았었다. 학교는 1922년에 현재의 캠퍼스로 옮겨졌다.

#### 교장
- 헨리 버나드 (Henry Barnard) (1849 - 1855)
- 존 필브릭 (John D. Philbrick) (1855 - 1857)
- 데이비드 캠프 (David N. Camp) (1857 - 1866)
- 호머 스프라그 (Col. Homer B. Sprague) (1866 - 1867)
- 아이작 칼튼 (Isaac N. Carleton) (1869 - 1881)
- 클라렌스 캐롤 (Clarence F. Carroll) (1881 - 1894)
- 마커스 화이트 (Marcus White) (1894 - 1929)
- 허버트 화이트 (Herbert D. Welte) (1929 - 1933)

### 센트럴 코네티컷 주립 대학
1959년 교양과목의 학위를 추가하면서 교육과정이 성장하였고, 센트럴 코네티컷 주립대학 (Central Connecticut State college)로 교명을 변경하였다.

### 센트럴 코네티컷 주립 대학교
현재의 교명인 센틀럴 코네티컷 주립대학교 (Central Connecticut State University)는 1983년 교명변경 인가를 받았고. 지금은 학부와 대학원 학위를 갖추고 있다. 이 학교의 슬로건은 "Start with a dream, finish with a future."이다.